# Grégoire Ludig
Grégoire Ludig (Fleury-Mérogis, 11 d'agost de 1982) és un actor, comediant i productor francès. Ha format el duet de comèdia Palmashow amb David Marsais des del 2002.

## Biografia
Va créixer a Yvelines, on descobrir el teatre en la seva joventut gràcies al seu pare. Va escriure els seus primers esquetxos l'any 1997 a l'edat de 15 anys. Va ser al col·legi Maurice-Ravel de Montfort-l'Amaury on va conèixer i es va fer amistat amb David Marsais. Després els dos amics es van trobar a l'institut Jean-Monnet de La Queue-les-Yvelines. El duet va començar ràpidament a escriure esbossos curts i va trobar un nom: el Palmashow.
Després d'aprovar el batxillerat, es va matricular en una llicenciatura en arts escèniques al Censier Center; estudis que va abandonar per formar-se com a actor als Ateliers du Sudden de París.

### Vida privada
Té una relació amb Marie Portolano, periodista i presentadora de programes de televisió, amb qui es va casar el juny de 2019. Van ser pares d'un nen el 2022.

## Carrera
El 2008, va fer una sèrie de paròdia amb el seu company David Marsais a Konbini TV.
El 2010, el duet va fer La Folle Histoire du Palmashow que es va emetre a D8. Va obtenir el seu primer paper cinematogràfic a Les Émotifs anonymes de Jean-Pierre Améris.
Entre 2011 i 2014, va aconseguir alguns papers al cinema, entre ells la pel·lícula Les Gazelles, on va interpretar el germà de Camille Chamoux.
El 2015, va protagonitzar al costat de Virginie Efira la pel·lícula Et ta soeur ? de Marion Vernoux.
El 2016, l'actor va interpretar a la comèdia La Folle Histoire de Max et Léon de Jonathan Barré i del Palmashow.
El 2018, va interpretar el paper de Fugain a Au poste ! de Quentin Dupieux al costat de Benoît Poelvoorde. Van tornar a treballar junts a Mandibules, que es va estrenar el 2020. Aquesta vegada juga al costat del seu company de Palmashow, David Marsais.
El 2022, va actuar al costat de David Marsais a la comèdia Les Vedettes de Jonathan Barré. Aquest mateix any, va tornar a col·laborar amb Quentin Dupieux a Fumer fait tousser.

## Filmografia

### Cinema
- 2010 : Les Émotifs anonymes de Jean-Pierre Améris : Julien
- 2011 : Monsieur Papa de Kad Merad : El jove de moda
- 2012 : Dépression et des potes de Arnaud Lemort : Un policia
- 2013 : 9 mois ferme d'Albert Dupontel : Un fester el 31 décembre
- 2014 : Babysitting de Philippe Lacheau : Paul
- 2014 : Les Francis de Fabrice Begotti : Un gendarme
- 2014 : Les Gazelles de Mona Achache : Marco
- 2015 : Et ta sœur de Marion Vernoux : Pierrick
- 2015 : Les Dissociés du collectif Suricate : Thibault
- 2015 : Babysitting 2 : Paul
- 2016 : La Folle Histoire de Max et Léon de Jonathan Barré : Léon
- 2016 : Maman a tort de Marc Fitoussi : el pare
- 2017 : Bonne Pomme de Florence Quentin : Rico
- 2017 : Santa et Cie d'Alain Chabat : Commissari Stéphane Bertoli
- 2018 : Au poste ! de Quentin Dupieux : Fugain
- 2019 : Les Petits Flocons de Joséphine de Meaux : Thomas
- 2020 : Mandibules de Quentin Dupieux : Manu
- 2020 : Adieu les cons d'Albert Dupontel : le préposé 1
- 2022 : Les Vedettes de Jonathan Barré : Daniel Santini
- 2022 : La Page blanche de Murielle Magellan : Francis
- 2022 : Fumer fait tousser de Quentin Dupieux : Christophe
- 2023 : Les Cadors de Julien Guetta : Antoine Dagostino
- 2023 : Bonne Conduite de Jonathan Barré : capità Giordano
- 2024 : L'Esprit Coubertin de Jérémie Sein : Lionel
- 2024 : Trois Amies d'Emmanuel Mouret : Eric
- 2024 : Joli Joli de Diastème

### Televisió

#### Sèries de televisió
- 2012 : Bref : un intern
- 2012 : Scènes de ménages : Etienne
- 2013 : Hero Corp : Eau-Man
- 2016 : Maman a tort : el pare d'Anouk
- 2022 : Visitors : el presentador del noticiari
- 2023 : Pamela Rose, la série : el xèrif McArthur

#### Emissions de televisió
- 2008 : Remakers sur Konbini TV
- 2010 : La Folle Histoire du Palmashow a D8
- 2011 : Le Comité de la Claque, 300 i Braveheart a France 4
- 2011-2012 : Very Bad Blagues a D8
- 2012-2013 : Palmashow, l'émission a D8
- 2014 : La Folle Soirée du Palmashow a D8
- 2015 : La Folle Soirée du Palmashow 2 a D8
- 2016 : La Folle Soirée du Palmashow 3 a C8
- 2017 : Cannes Off al Quotidien a TMC
- 2019 : Ce soir c'est Palmashow a TF1
- 2023 : Ce soir c'est Palmashow 2, TF1

#### Sèries d'animació
- 2025 : Astérix et Obélix : Le Combat des chefs : Abraracourcix[5] (création de voix)

## Teatre
- 2006 : Les Femmes savantes de Molière, dirigida per Raymond Acquaviva : Ariste
- 2006 : Quand le cœur se déchire... de Victor Hugo, dirigida per Nicolas Lormeau : Ruy Blas
- 2006 : L'Œuvre de Tchekhov, dirigida per Benoît Lavigne : Astrov a Oncle Vania i Smirnof a L'Ours
- 2006 : Le Roi s'amuse de Victor Hugo, dirigida per Roche Antoine Albaladejo : Triboulet
- 2006 : Antigone de Jean Anouilh, dirigida per Laetitia Husson : Creont

## Música (paròdia)
- 2009 : Le rap des prénoms[6] de Palmashow ambDavid Marsais
- 2009 : Duo « Greenpeace » de Palmashow amb David Marsais, paròdia de Tryo
- 2010 : Sortez vous les doigts du cul de Palmashow amb David Marsais
- 2013 : C'est Dimanche ! de Palmashow amb David Marsais
- 2014 : Les monos de skis du Palmashow amb David Marsais,
- 2014 : Ma chérie du Palmashow, paròdia de Mlle Valérie de Keen'v
- 2014 : à l'unisson du Palmashow amb David Marsais, paròdia de Collective mon amour de Éléphant.
- 2014 : ça m'vénère du Palmashow amb David Marsais, paròdia de J'me tire de Maître Gims
- 2014 : Gaspard et Baltazard de Palmashow amb David Marsais
- 2015 : The Bobo's "Quinoa" de Palmashow
- 2015 : Le Prince des Neiges de Palmashow amb David Marsais
- 2015 : Under Seventeen de Palmashow amb David Marsais
- 2016 : Danza Saisonniers de Palmashow amb David Marsais
- 2016 : PLM "Rappeurs sensibles" de Palmashow amb David Marsais
- 2017 : Les pères "Confesse toi" de Palmashow amb David Marsais
- 2019 : Le rap des papas modernes
- 2019 : Laristo ft Lady Djadja Trop de nanana de Palmashow amb David Marsais
- 2019 : HitClip Zadiste & Voltaire Babylone de Palmashow amb David Marsais, paròdia  de Outta Road de Naâman
- 2022 : Besoin de chanter de Simplement Dan pour le film Les Vedettes de Jonathan Barré amb David Marsais
- 2023 : Napz x SZH "En Avance" de Palmashow amb David Marsais

## Premis
- 2020 : Premi al millor actor (amb David Marsais) al LIII Festival Internacional de Cinema Fantàstic de Catalunya per Mandibules